# Marktfrucht
Marktfrüchte sind Obst-, Gemüse- oder Getreideerzeugnisse, die im sogenannten Marktfruchtbau meistens zur Erzeugung von Nahrungsmitteln von landwirtschaftlichen oder gartenbaulichen Betrieben angebaut werden. Sie gelangen innerhalb eines Marktes als Lebensmittel in den Handel. 
Der Gegenbegriff sind Futterpflanzen, die im so genannten Futterbau angebaut werden.
Von einem Marktfruchtbetrieb wird gesprochen, wenn in ihm mehr als 50 % des Betriebseinkommens durch den Verkauf von Marktfrüchten erzielt werden.